# Discestra oaklandiae
Discestra oaklandiae är en fjärilsart som beskrevs av Mcdunnough 1937. Discestra oaklandiae ingår i släktet Discestra och familjen nattflyn. Inga underarter finns listade i Catalogue of Life.